# ㅕ
ㅕ (reviderad romanisering: yeo, hangul: 여) är den artonde bokstaven i det koreanska alfabetet. Den är en av tio grundvokaler.